# 후기 왜구
후기 왜구(後期倭寇)는 16세기의 왜구다. 14세기의 전기 왜구(前期倭寇)가 주로 한반도를 중심으로 준동한 것에 비해 후기 왜구는 중국 해안을 중심으로 활동했다. 가정제(嘉靖帝) 때 왜구 발생이 600여 차례로 가장 극심했기에 가정왜구(嘉靖倭寇) 혹은 가정대왜구(嘉靖大倭寇)라고도 한다.
홍무제(洪武帝) 때 46차례, 영락제(永樂帝) 때 43차례 왜구의 내습이 있었지만, 이후 일본이 남북조 동란(南北朝動亂)이 끝나 안정기에 접어들고 한반도 왕조(고려 및 그 후신 조선)들이 왜구 근거지인 대마도를 타격하면서 전기 왜구는 사실상 완전 토벌되었다. 홍희제(洪熙帝)에서 정덕제(正德帝) 사이 황제들 중 왜구가 그나마 가장 많이 발생한 정통제(正統帝) 시기 왜구 발생 회수는 11차례에 불과했다. 하지만 가정(嘉靖)2년(1523) 호소카와씨(細川氏)와 오우치씨(大內氏)가 감합무역(勘合貿易)을 둘러싸고 각자 파견한 조공 사절이 절강성(浙江省) 영파(寧波, 중국명 닝보)에서 서로 싸우다 명나라 관리가 휘말려 살해당하는 영파쟁공(寧波爭貢)이 발생해 감합무역이 중단되었다. 공식 무역이 중단되자 자연히 왜구의 생존수단인 밀무역 수요가 증가했다. 또한 오닌의 난(応仁の乱)으로부터 일본 정국이 전국시대(戦国時代)로 접어들게 되면서 남북조 동란기 같은 난세가 재림하여 왜구들이 들끓게 되었다.
후기 왜구 구성원 대부분은 밀무역을 하는 중국인들이었다고 한다. 『명사(明史)』 일본전(日本傳)에서는 왜구들 중 일본인은 3할 정도였다고 한다. 이 시기 명나라는 해금 정책(海禁)을 실시하며 사무역을 계속 제한했기에, 밀무역에 나서고자 하는 중국인들이 일본인의 모습을 흉내내고 절강성, 복건성(福建省) 남부의 월항(月港)을 거점으로 왜구 노릇을 했는데 이들을 가왜(假倭)라고 한다. 이런 상황에서 가정제 시기 왜구 발생 회수는 601차례에 이르렀다. 상황이 이렇게 되자 명나라 내부 관료 중에서도 해금정책을 완화하여 사태를 타개하고자 하는 이들이 생겼는데, 그 중 한 사람인 호종헌(胡宗憲)이 중국계 왜구 두목 왕직(汪直, 사료에 따라 王直)을 회유한 뒤 처형했다. 지도자를 잃자 왜구 세력이 약화되었고, 뒤이어 척계광(戚繼光)이 왜구 토벌에 성공하면서 후기 왜구의 세력은 약화되었다. 이후 명나라는 해금을 완화하여 동남아 국가 및 포르투갈과의 무역을 인정했다. 하지만 왜구로 인해 일본을 불신하여 일본과의 무역은 계속 인정하지 않았기에 1588년 도요토미 히데요시(豊臣秀吉)가 해적정지령을 내릴 때까지 왜구는 완전히 사라지지 않았다.

## 같이 보기
- 해적의 황금시대